# St. Johannes Baptist (Föching)

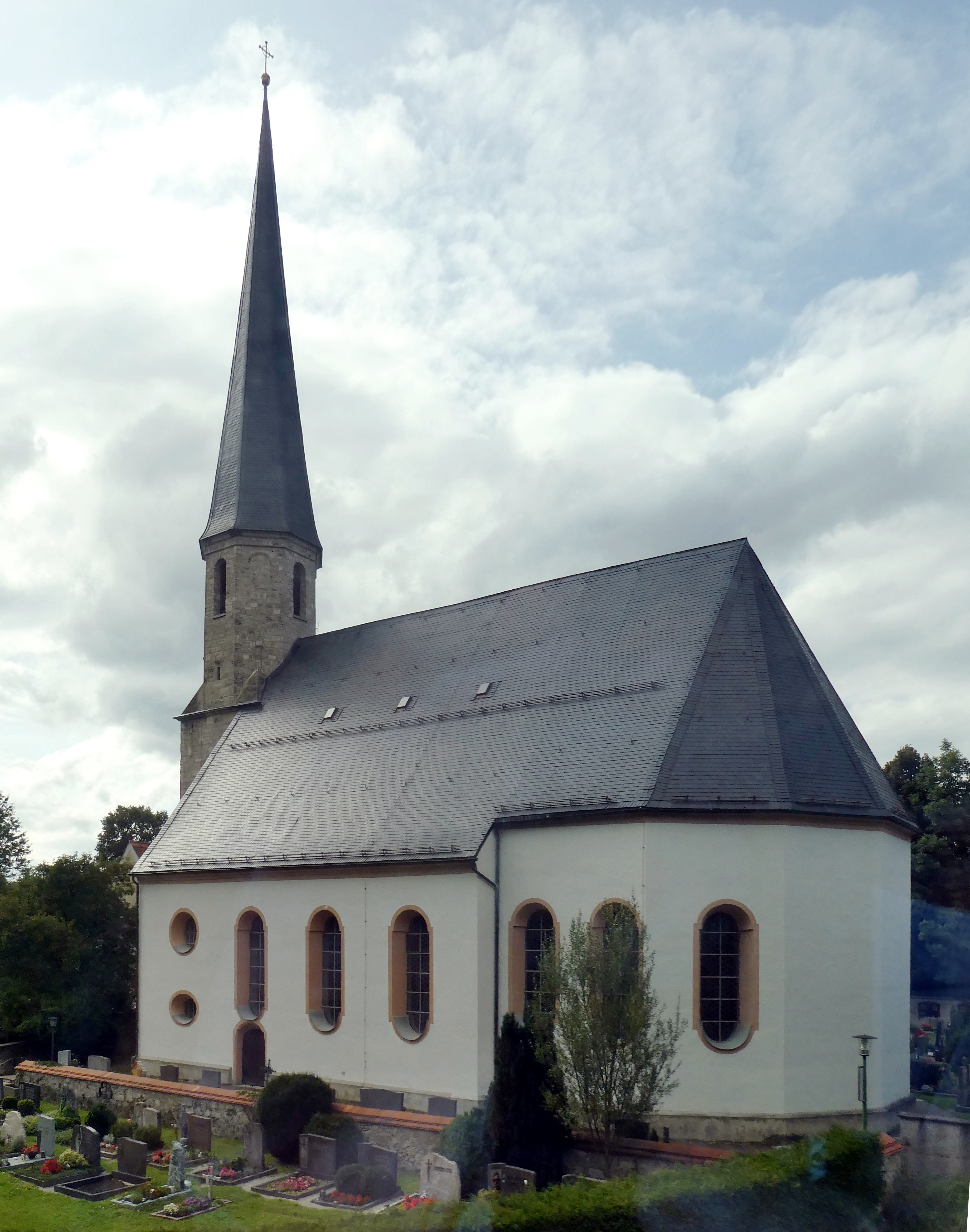
St. Johannes Baptist in Föching

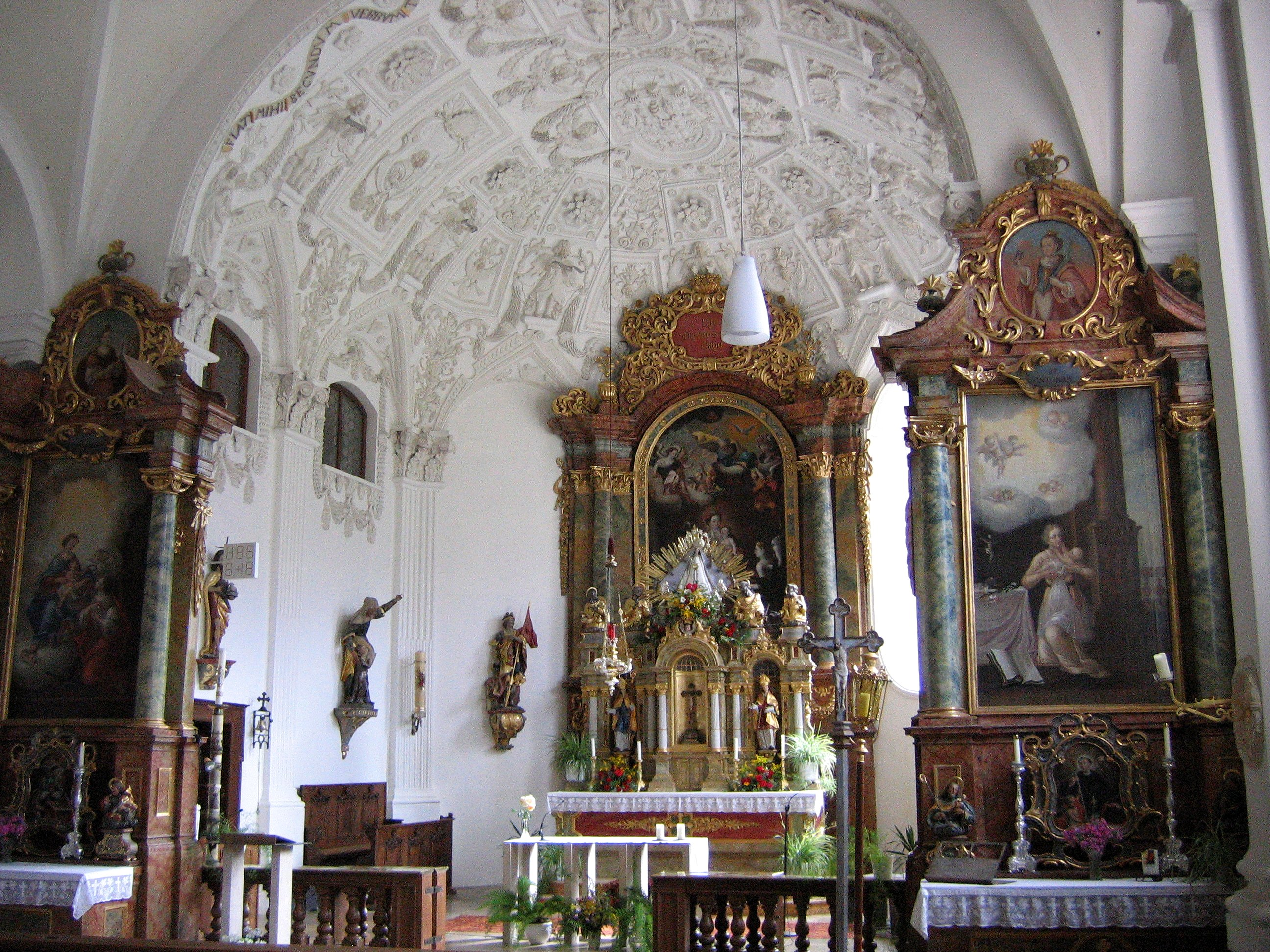
Altäre

Die römisch-katholische Expositur- und Wallfahrtskirche St. Johannes Baptist steht in Föching, einem Gemeindeteil des Marktes Holzkirchen im oberbayerischen Landkreis Miesbach. Das Bauwerk ist in der Liste der Baudenkmäler in Holzkirchen (Oberbayern) als Baudenkmal unter der Nr. D-1-82-120-24 eingetragen. Die Kirche gehört zum Dekanat Miesbach im Erzbistum München und Freising.

## Beschreibung
Die barocke Wandpfeilerkirche wurde 1664–71 unter Einbeziehung von Teilen des spätgotischen Vorgängerbauwerks errichtet. Sie besteht aus dem Langhaus, dem beibehaltenen dreiseitig geschlossenen Chor im Osten und dem Kirchturm im Westen, dessen unterer Teil von der Vorgängerkirche stammt. Der Turm wurde mit einem achteckigen Geschoss aufgestockt, das hinter den Klangarkaden den Glockenstuhl mit drei Kirchenglocken enthält, und am Ende des 19. Jahrhunderts mit einem spitzen Helm bedeckt. Der Zugang zum Oratorium erfolgt an der Nordseite. 
Der Innenraum ist mit einem Tonnengewölbe überspannt. Das Altarretabel des mit Akanthus bekrönten Hochaltars wurde mit einem Gnadenbild der Maria bemalt. Die Orgel auf der oberen Empore wurde von Franz Borgias Maerz gebaut.